# Крекер (комп'ютерний зламувач)
Крекер (англ. cracker) — це тип хакерів, які обходять або зламують обмеження доступу до комп'ютерних систем і комп'ютерних мереж з незаконною метою.

## Термінологія та синонімія
Ерік Стівен Реймонд, автор Jargon File, виступає за те, щоб членів комп'ютерного підпілля називати крекерами. Проте ці люди вважають себе хакерами і навіть намагаються включити погляди Реймонда в те, що вони вважають ширшою хакерською культурою, — погляд, який Реймонд різко відкидає. Замість дихотомії «хакер/крекер», вони акцентують на спектрі різних категорій, таких як «білий капелюх», «сірий капелюх», «чорний капелюх» і «скрипткіді». На відміну від Реймонда, вони зазвичай залишають термін «крекер» для більш зловмисної діяльності. Згідно з Ральфом Д. Кліффордом (Ralph D. Clifford), зломщик або крекер — це «отримання несанкціонованого доступу до комп'ютера з метою вчинення іншого злочину, наприклад, знищення інформації, що міститься в цій системі». Ці підгрупи також можуть бути визначені за правовим статусом їхньої діяльності.
Крекером також називають людину, яка зламує захист програмного забезпечення і створює так звані креки та піратське програмне забезпечення. В більшості випадків крекер не має у своєму розпорядженні вихідного коду програми, тому програма вивчається за допомогою дизасемблера і налагоджувача, із застосуванням спеціальних утиліт.